# Повратак шансони
„Повратак шансони” је југословенски музички ТВ филм из 1982. године. Режирао га је Станко Црнобрња а сценарио је написао Момо Капор.

## Улоге
| Глумац           | Улога           |
| ---------------- | --------------- |
| Ђорђе Балашевић  | Лично, певач    |
| Биљана Крстић    | Лично, певачица |
| Срђан Марјановић | Лично, певач    |
| Љиљана Петровић  | Лично, певачица |
| Звонко Шпишић    | Лично, певач    |
| Зорица Ненадовић | Водитељка       |
| Миња Субота      | Водитељ         |